# ギルド・ギター・カンパニー
ギルド・ギター・カンパニー（Guild Guitar Company）は、アメリカ合衆国のギターメーカー。1952年にアルフレッド・ドロンジ（Alfred Dronge）によってギルド・ギターズ（GUILD GUITARS）として設立された。1970年代前半に社名を変更してギルド・ミュージカル・インストルメンツ（GUILD MUSICAL INSTRUMENTS）。買収後に現社名に変更された。メーカー自身が「Guild」と大きくギターのヘッドや製品のラベルに記しており、日本の輸入販売代理店も「Guild」や「ギルド」と雑誌広告や公式サイトに記している為本国アメリカ合衆国や日本では略称で呼ばれることが多い。社名にあるギルドは中世から近世のヨーロッパの職業別組合の事を意味する。この場合は、手工業の職人組合の事。

## 概要

### 創業から発展期
ニューヨークで1940年代から楽器店を経営していたアルフレッド・ドロンジは経営状態の悪化と激化した労働争議で工場を閉鎖したエピフォンの職人を参加させてギルド・ギターズを設立。同社最初の生産工場はニューヨークに置かれた。1954年に工場をニュージャージー州ホーボーケンに移転。1960年代の後半にロードアイランド州ウェスタリーに移転。
1972年に創業者アルフレッド・ドロンジが航空機の墜落事故で逝去する。
その頃からアメリカの大衆音楽の流行がエレクトリックギターを使用した音楽に移り、やがてシンセサイザーを駆使した音楽がブームになる。1980年代中盤までアメリカのアコースティックギターメーカーはいずれも低迷期に入り、同業他社もマーティンは人員整理を実施、ギブソンは1984年にアコースティックギターの生産を中断している。
ギルドはアコースティックギターで知られていたが、ジャズ・ロック両方のニーズに合わせ、エレクトリックギターの生産もしていた。一時期、エレクトリックギターの生産は「聖地」と呼ばれる、ウェスタリーの工場で行なわれた。現在ではウェスタリーの工場はフェンダー社所有となっているが、フェンダー社は同工場での生産を行なわず、同社の生産プロセスに則ってギターを生産している。そのことから、ウェスタリー工場が閉鎖される前に生産されたギターには希少価値があるとされている。材質には慎重に選ばれた木を用い、ピックアップは手巻き、そして塗装には高品質のラッカーを用い、1台1台すべて手作りであった。
1980年代後半からテレビ番組MTVアンプラグドの大ヒットでアコースティックギターが再評価され、各メーカー共業績を回復する。

### 買収以降
創業以来、高品質な楽器を提供し続けたギルドだったが既存メーカーや新興メーカーとの競争にさらされ売上高は回復したものの経営状態は苦しく、投機目的で買収されるが最終的に1995年にフェンダーに転売される。
フェンダーによる買収後、ギルドはカリフォルニア州コロナにあるフェンダー社の工場で製作されていたが、2003年頃より生産拠点がワシントン州タコマに移された(同地にはタコマ・ギターズの工場があり、同社に製作が委託されていたと思われる)。
またエレキアーチトップギターに関しては、1999年から2006年までギタールシアーのロバート・ベネデットに委託し製造されていた。さらに2010年頃より生産拠点はコネチカット州ニュー・ハートフォードに移されている(同地にはオベーションの工場がある)。
また、高品質だが廉価な楽器をラインナップするために中国でアコースティックギターGuild Acoustic Design（GADシリーズ）を生産開始、2012年3月にはGADシリーズのラインナップを一新。生産工場を変更してNEW Guild Acoustic Design Seriesを発表した。
日本では1970年代初頭にロッコーマン（兵庫県神戸市）が輸入代理店となり流通するようになった。
2012年、フェンダーと共に山野楽器が日本総代理店である。
2014年に、ギルド・ギター・カンパニーの権利がフェンダーからコルドバ・ミュージック・グループに買い取られる。
同年、日本総代理店は山野楽器からキクタニミュージック株式会社へ移行し、現在に至る。

### ギルドを使用したミュージシャン
- ニック・ドレイクやマーサ・ウェインライトは同社のアコースティックギターを愛用し、何本ものギルドを所持していた。ドレイクのアルバム『ブライター・レイター』には、同社のアコースティックギター、M-20が写っている。
- ウッドストック・フェスティバルにおいて、リッチー・ヘヴンズはアコースティックギターD-40を抱えてステージに立ち、彼の代表曲である「フリーダム」を熱唱した。
- ポール・サイモンは1967年製のアコースティックギターF-30NT（ポール・サイモン仕様の特注品）を2本所持[5]。サイモン&ガーファンクル時代やソロ活動の初期に愛用した。他に、F-212XL（12弦アコースティックギター）を使用した。
- ジョン・デンバーはアコースティックギターF-50（ジョン・デンバー仕様の特注品。のちに仕様変更の上AA-82として市販された）やF-312（12弦アコースティックギター）を使用した[6]。
- 同社のエレクトリックギターの中でも最も人気の高かったギルド・スターファイアーは、イギリス4大バンドの1つであるキンクスのデイヴ・デイヴィスやルイジアナ州出身のブルース・ロックシンガーのバディ・ガイ、クリーデンス・クリアウォーター・リバイバルのトム・フォガティなど様々なアーティストが所持していた。キンクスのアルバム『コントロバーシー』とクリーデンス・クリアウォーター・リバイバルのアルバム『コスモズ・ファクトリー』にはスターファイアーが写っている。
- ギルド・スターファイアーの名を冠したベースはジェファーソン・エアプレイン・ホット・ツナ（Jefferson Airplane Hot Tuna）のジャック・カサディ（Jack Casady）やティトン・ブラウン（Teton Brown）のジョン・ゲルトマイヤー（John Geltmeyer）、グレイトフル・デッドのフィル・レッシュが使用していた。トム・ウェイツも初期の頃からギルドを使用し、2004年にヨーロッパで行なった自身のツアーでもギルドを弾いていた。
- 1960年代後半から1970年代初頭にかけては、マディ・ウォーターズが同社の代表的な製品であるS-200を弾いていた。このS-200はウォーターズのアルバム『エレクトリック・マッド』のバック・カバーにも写っている。
- 1980年代から1990年代にかけては、同社はブライアン・メイのレッド・スペシャルのレプリカを生産した。グランジ世代にはサウンドガーデンのキム・セイルが用いたS-100で知られている。
- 元Guns N' Rosesのスラッシュは長年、12弦アコースティックとエレクトリックのダブルネックギターを製作する構想を持っていた。しかし大手を含むいくつかの工房で門前払いを受け、最後に訪れたギルドのカスタムショップでようやくオーダーを受けてもらえたという。苦心の末に完成したそのギターは"Crossroad"と名付けられ、ギルドのカタログラインナップにも加えられた。
- 南こうせつは1973年製アコースティックギターD-50をかぐや姫時代に使用。1975年の野外ライブ「つま恋コンサート」で興奮して投げ飛ばして壊してしまい、長い間そのまま保管していたが 徹底的に修復した上で2002年にリリースしたシングル「あゝ旅の宿」で一時的に復活、野外ライブ「つま恋2006」で本格的に復活させた[7]。
- 山崎ハコはデビューの頃から1974年製アコースティックギターD-44Mを使用。ヤマハ（当時は日本楽器製造）製の特注品に切り替えるまでメインで使用した[7]。
- 忌野清志郎 はエレキギターであるBluesbird M-75(1960年代後期製)を晩年まで長期間使用。1981年作BLUEのジャケットでも抱えている。同年ローリング・ストーンズの公演を観るためロサンゼルスを訪れた際に購入。ピックガードはレスポール・タイプに交換されている。
- その他、北川悠仁、泉谷しげる、井上陽水、岡林信康、所太郎、中牟田俊男、松山千春、山下達郎、桑田佳祐、ASKA、萩原健也らが同社製アコースティックギターを使用した。
- 2013年9月D-55を使用する森恵が日本人として初めて同社とエンドースメント契約を結んだ。